# مجمع اللغة التركية

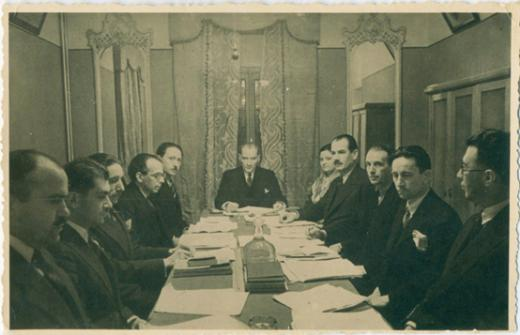
لقاء المجمع سنة 1933 م في قصر طولمه باغجه، ومن بين الحضور مصطفى كمال أتاتورك.

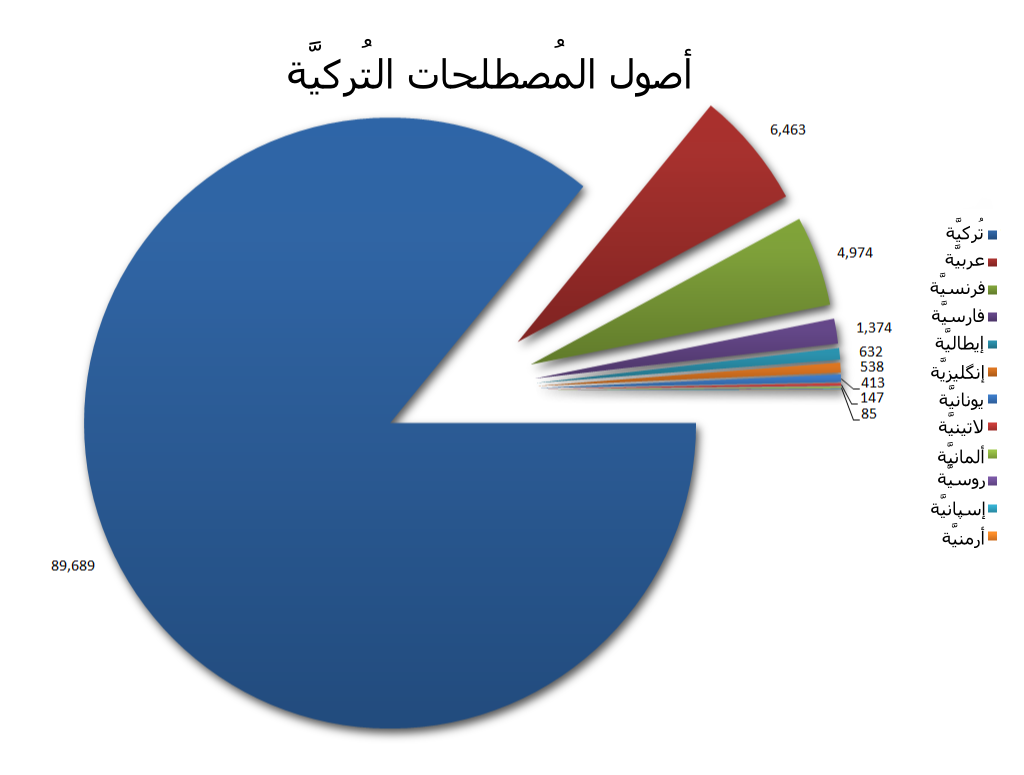
أصول مفردات التركية

مجمع اللغة التركية أو مؤسسة اللغة التركية (بالتركية: Türk Dil Kurumu) المعروفة اختصارًا بالرموز TDK، هي الهيئة التنظيمية للغة التركية تأسست في 12 يوليو 1932 بمبادرة من مصطفى كمال أتاتورك ويقع مقرها في أنقرة، تركيا. تعمل المؤسسة كسلطة رسمية بشأن اللغة، وتساهم في البحث اللغوي عن اللغة التركية واللغات التركية الأخرى، وهي مكلفة بنشر القاموس الرسمي للغة.
كان من أول أهدافها تصفية الكلمات الأجنبية من اللغة التركية، وتحديدًا الكلمات العربية والفارسية.